# ACE Team
ACE Team — частная независимая компания, расположена в городе Сантьяго, занимающаяся разработкой компьютерных игр и модификаций. ACE Team имеет лицензию на использование игрового движка Source, на котором была разработана и издана её первая независимая игра Zeno Clash. Большое количество сотрудников компании ранее работали с играми для ПК, Xbox Live Arcade выпуская для них различные модификации.

## История
В 1990-х годах компания занималась разработкой модификаций для компьютерных игр, и была создана в этих целях тремя братьями: Андрес Бордо, Карлос Бордо, Эдмунд Бордо.
В 1999 году компания выпустила свой первый мод, под названием Batman DOOM для Macintosh и ПК, который использовал код игры Doom.
Позже Эдмунд Бордо создал мод для игры Doom 2, который назывался ZanZan.
В начале 2002 года ACE Team выпустила мод только с одиночной игрой, на базе игры Quake III Arena, который назывался The Dark Conjunction.
На протяжении 2002 года компания была легально сформирована как юридическое лицо.
На протяжении 2003 года компания работала над созданием демо-версии игры Zenozoik, которая разрабатывалась на игровом движке Lithtech Jupiter. Zenozoik так и не была выпущена, но она стала стартовой точкой для будущей игры Zeno Clash.
В 2004 году ключевые сотрудники компании Андрес Бордо и Карлос Бордо были наняты компанией Wanako Studios, оказывая помощь в разработке их продукции до 2007 года, пока компания Vivendi не выкупила её.
В середине 2007 года Андрес Бордо, Карлос Бордо, Эдмунд Бордо, Девид Калогуерра восстановили компанию. Эти четыре сотрудника основали независимую компанию, которая продолжила работу над ранее запланированными продуктами.
21 апреля 2009 года ACE Team выпустили свою первую игру, на движке Source — Zeno Clash.
19 мая 2009 года компания анонсировала игру Zeno Clash 2.
17 июня 2010 года компания анонсировала новую игру Rock of Ages на выставке Electronic Entertainment Expo 2010.
5 марта 2014 года компания анонсировала новую игру — Abyss Odyssey, которая представляет собой 2d-платформер со случайно-генерируемым миром.
28 августа 2017 года компания выпустила новую игру — Rock of Ages 2, которая является прямым сиквелом Rock of Ages.

## Штат сотрудников
В настоящее время в компании работает 12 сотрудников:

### Ключевые члены
- Андрес Бордо (исп. Andres Bordeu) — геймдизайнер, художник, основатель.
- Карлос Бордо (исп. Carlos Bordeu) — геймдизайнер, художник, основатель.
- Эдмундо Бордо (исп. Edmundo Bordeu) — арт-директор, сценарист, основатель.
- Давид Калогереа (исп. David Caloguerea) — ведущий программист.
- Габриель Гарсиа (исп. Gabriel Garcia) — ведущий аниматор.
- Хуан Брионес (исп. Juan Briones) — дизайнер уровней.
- Луис Сантандер (исп. Luis Santander) — игровой художник.
- Карлос Акоста (исп. Carlos Acosta) — программист.
- Себастиан Гана (исп. Sebastián Gana) — программист.
- Родриго Аларкон (исп. Rodrigo Alarcon) — игровой художник.

### Партнёры
- Патрицио Менесес (исп. Patricio Meneses) — композитор.
- Антонио Домингес (исп. Antonio Dominguez) — звуковые эффекты.

## Продукция

### Компьютерные игры
- Zenozoik (отменённый проект — 2003)
- Zeno Clash (2009)
- Zeno Clash 2 (2013)
- Rock of Ages (2011)
- Abyss Odyssey (лето 2014 года)
- The Deadly Tower of Monsters[англ.] (2016)
- Rock of Ages 2 (2017)
- SolSeraph (2019)
- Rock of Ages 3 (2020)
- The Eternal Cylinder (2021)
- Clash: Artifacts of Chaos (2022)

### Модификации
- The Dark Conjunction (2002)
- ZanZan (2000)
- Batman Doom (1999)